# Imani Coppola
Imani Coppola, (New York, 1978. április 6. –) amerikai R&B énekesnő, dalszerző, hegedűs. Debütáló kislemeze, a „Legend of a Cowgirl” 1997-ben a Billboard Hot 100 és a brit kislemezlista top 40-es slágerlistájára került. A Columbia Records által kiadott debütáló albuma, a Chupacabra, kritikusi dicséretét váltotta ki, és felkerült az amerikai Heatseekers charts listára.

## Pályafutása
Coppola ötgyermekes család második legfiatalabbjaként nőtt fel a New York állambeli Long Islanden. Afroamerikai anyjával és egy olasz apjával nemigen tudott környezetébe beilleszkedeni. Körülményei függetlenségére és kreativitására  ösztönözték. Tanárnő édesanyja volt a fő jövedelemkereső, míg ács édesapja gyakran munkanélküli volt, és nem volt képes dzsesszzenészként jövedelmet szerezni. Édesanyja basszusgitáros, és testvérei is zenészek. Egy interjúban felidézte, hogy első zenei emléke édesapjához fűződik, aki a legnagyobb hatással volt rá. 
Coppola hatévesen kezdett hegedülni. A State University of New York at Purchase-en tanult zeneszerzést, de azt egy év után otthagyta. Debütáló albuma, a Chupacabra a jó kritikák ellenére sikertelen maradt. Megpróbálta érvényesíteni saját zenei elképzeléseit a Columbia Recordsszal szemben; sikertelenül. Ez lemezszerződése megszüntetéséhez vezetett. 
Elsősorban klasszikus hegedűművészként dolgozott, de folytatta popkarrierjét: saját lemezeket készített magánterjesztés útján. 2001-ben nemzetközi slágersikert ért el a  „You All Dat”-tel.
2000. és 2007. között hét albumot vett fel, amelyek nagy részét saját maga forgalmazta a weboldalán keresztül. Kettőt ezek közül professzionális kiadóknál tudta elhelyezni az "Afrodite"-ot (2004) a Mental Recordsnál és a „The Black and White Album"-ot (2007) az Ipecac Recordingsnál. Az Ipecac Mike Patton kiadója, a „Peeping Tom” című projektjében énekesként és hegedűművészként vett részt.
2008-ban  Coppola összeállt Adam Pallinnal, akivel producere révén ismerkedett meg. Megalakították a „Little Jackie”" duót − amelynek nevét Lisa Lisa and Cult Jam a „Little Jackie Wants to Be a Star” című dal ihlette. Zeneileg az 1960-as évek soul és hip-hop zenéből merítettek, és elkészítették a „The Stoop” című albumot. Az előzetesen kiadott „The World Should Revolve Around Me" című kislemez 2008. augusztusában sláger lett az Egyesült Királyságban.

## Albumok
- Chupacabra (1997)
- Come and Get Me... What?! (2000)
- Little Red Fighting Mood (2000)
- Post Traumatic Pop Syndrome (2000)
- Afrodite (2004)
- Small Thunder (2005)
- The Vocal Stylings Of Imani Coppola (2005)
- The Black & White Album (2007)

### Kislemezek
- Legend of a Cowgirl (1997)
- I’m a Tree (1998)
- Count to 10 (2000)
- Woke Up White (2007)
- Raindrops from the Sun (Hey Hey Hey) (2007)
- Over It (2010)
- State of the Art (2012)
- The Kids are Dangerous (2012)
- Ave Maria (2012)
- Just Feels Good (2017)
- Mixed Nut (2017)
- Rattle (2019)
- SAMO (2019)